# 게임메카
게임메카(gamemeca)는 온라인·PC·비디오·모바일 등 게임 전반에 대한 정보를 제공하는 대한민국 최초 게임전문미디어이다.
1992년부터 Game POWER, PC POWER ZIne, Net POWER 등의 유명 게임전문지를 출간한 제우미디어가
2000년 게임메카 사이트를 오픈했다. 뉴스, 리뷰, 프리뷰, 공략 등 다양한 게임정보 콘텐츠를 제공하고 있다.

## 연혁
- 2012 - (주)제우미디어 창립20주년
- 2010 - (주)제우미디어 창립18주년, 게임메카 온라인서비스 10주년
- 2009 - '포토샵 아트웍 스타일북', 'DSLR 카메라로 스튜디오 부럽지 않은 아기 사진 찍기' 대만 수출
- 2008 - 게임메카닷컴_네이버 등 7개 파트너사 제휴
- 2007 - 캔캔수학 발간_어린이영재학습서 출간, 어린이문화진흥위원회 "좋은어린이책" 선정, 어린이 전문서적 브랜드 "제우주니어" 출시
- 2006 - '룬의 아이들 윈터러' 일본판 출간 일본 아마존 판타지 소설 분야 1위, '포토샵성형', '지갑이 열리는 쇼핑몰사진' 중국출간, 게임메카와 月刊'Net POWER' 통합
- 2005 - 투명경영인증기업 선정 - 기술신용보증기금
- 2004 - 게임메카, 중국 최대포탈 '시나닷컴'과 독점기사제휴 체결, 벤처기업 인증-'신기술 기업', '소설-룬의 아이들' 일본, 중국, 대만, 홍콩 4개국 수출
- 2002 - 경영경제서적 출판분야 진출 - '나 혼자 꾸리는 인터넷 상점'출간
- 2001 - 판타지 소설 출판 진출 - '룬의 아이들'출간, 일본 아마존 재팬 한국 소설 분야 1위(~2006년), 게임메카 '개인정보보호 우수사이트' 지정 - 정통부/경실련 선정
- 2000 - 게임전문웹진 게임메카 'Gamemeca.com'사이트오픈, 컴퓨터 활용서적 출판분야 진출 - '모든걸 알려주마 시리즈'출간
- 1999 - 월간'Net POWER'창간 - 국내 최초 온라인게임 전문지, 대한민국 아마추어 게임제작 공모전 주관
- 1997 - 공보처 장관 수상 "잡지 언론 유공부문", '한국ABC' 인증 PC활용지, 게임지 5년연속 판매부수 1위
- 1995 - PC게임전문지 월간 'PC POWER Zine' 창간, 전문 매체 선호도 1위
- 1992 - (주)제우미디어 법인 설립, '드래곤볼Ⅲ'발행으로 게임전문서, 게임공략서적 출간 시작, 비디오게임 전문지 월간 'Game POWER'창간